# 足立雄介
足立 雄介（あだち ゆうすけ、1997年5月22日 - ）は、日本の男性子役である。劇団東俳所属。身長150cm。
NHK教育テレビ『えいごでしゃべらないとJr.』にレギュラー出演。フジテレビ系で放映された『佐賀のがばいばあちゃん2』では、障害を持つ少年の役を演じた。

## エピソード
- バスクリンのCM撮影では、「3人の候補をそれぞれ撮影し、最も良い演技をした子を採用する」という方式がとられ、3人の中から「演技力抜群」ということで主役に選ばれた[1]。

## 出演

### 教育番組
- えいごでしゃべらないとJr. （NHK教育）

### テレビドラマ
- ウィルスパニック2006夏〜街は感染した〜 （2006年6月27日、日本テレビ）安藤秀人 役
- 佐賀のがばいばあちゃん2 （2010年2月20日、フジテレビ）吉田信夫（ノブ） 役
- 夢の見つけ方教えたる!2（2010年、フジテレビ）三田村三郎 役

### CM
- ツムラ バスクリン